# Scholengemeenschap voor Beroepsvoorbereidend Onderwijs Heerenveen
De Scholengemeenschap voor Beroepsvoorbereidend Onderwijs Heerenveen, kortweg SBO Heerenveen, is een scholengemeenschap gelegen in de wijk De Greiden in de Nederlandse plaats Heerenveen.
De SBO Heerenveen leidt op voor een diploma voor twee leerwegen in het VMBO; de basisberoepsgerichte leerweg en de kaderberoepsgerichte leerweg, eventueel met leerwegondersteunend onderwijs.

## Geschiedenis
In november 1908 werd de school als Heerenveense Ambachtsschool geopend aan wat toen nog de Verlengde Dracht (nu: Burgemeester Falkenaweg) werd genoemd. Gestart werd met 29 leerlingen en 7 personeelsleden voor drie vakken: smeden, timmeren en schilderen.
In 1958 werd het vijftigjarig bestaan gevierd. De dagschool telde 453 leerlingen (inmiddels uitgebreid met o.a. elektricienscursus, autogene metaalbewerking en het vak motorvoertuigen herstellen). De avondschool telde 235 leerlingen. Vier jaar later vindt er een naamswijziging plaats in Vereniging 'Technische School voor Heerenveen en Omstreken'.
In 1971 wordt het vak metselen ingevoerd. Daarnaast wordt per 1 oktober het avondonderwijs opgeheven; cursussen gingen naar de streekschool in Leeuwarden.
Drie jaar later verhuizen ook de parttime cursussen naar de Streekschool te Leeuwarden. De afdeling brood- en banketbakken wordt omgevormd tot afdeling algemeen consumptief (dus nu met koken en serveren).
In 1980 wordt een totaalplan naar het ministerie van Onderwijs ingezonden: vervanging noodschool Rembrandtlaan plus renovatie van het hoofdgebouw. Per 1 augustus 1984 vindt de formele fusie plaats tussen ATS en de S.K. Hornstraschool (huishoudschool). De school veranderde op slag van een typisch jongensbolwerk in een gemengde school. Het was de eerste jaren na de fusie nog wel even wennen voor zowel leraren als leerlingen. Er moest druk gependeld worden tussen het gebouw aan de Anjelierstraat en het hoofdgebouw aan de Burgemeester Falkenaweg.
Pas in 1989 krijgt de school toestemming voor nieuwbouw achter Friesburg, naast de bestaande school. In 1991 wordt de nieuwbouw in gebruik genomen en zitten alle afdelingen op één adres.
In 2008 werd het ter gelegenheid van het eeuwfeest de expositie SBO Heerenveen 100 jaar, een eeuw beroepsonderwijs georganiseerd in Museum Willem van Haren.

### Nieuwbouw
Het monumentale pand uit 1908 voldeed echter niet meer aan de hedendaagse eisen voor goed onderwijs. Er werd geijverd voor verbouw van het schoolgebouw aan de Burgemeester Falkenaweg, maar door geldgebrek van de gemeente ging het verhaal eind 2004 niet door. Mede door de ontwikkeling van Sportstad Heerenveen kreeg de SBO Heerenveen een paar maanden later toch nieuwbouw aangeboden: op de plek waar voorheen het CIOS gehuisvest was.
Er werd daarom een nieuwe, compacte school gebouwd naast OSG Sevenwolden.
In januari 2009 vond de verhuizing plaats naar het nieuwe schoolgebouw. Loek Hermans, voorzitter van MKB-Nederland, opende op woensdag 25 maart beide scholen. De officiële naam van deze gezamenlijke locatie is VMBO-Plein.

## Afdelingen
Op de SBO kan een keuze worden gemaakt uit de volgende afdelingen:
| Sector         | Afdeling |
| -------------- | --- |
| Techniek       | Metaaltechniek Bouwtechniek - Timmeren - Metselen - Fijnhoutbewerking Elektrotechniek - Elektro - Instalektro - Installatietechniek Voertuigentechniek |
| Economie       | Consumptieve techniek - HTV (Horeca, Toerisme en Voeding)                                                                                              |
| Zorg & Welzijn | Verzorging Uiterlijke verzorging - Haarverzorging - Schoonheidsverzorging - Verkoop SDV (Sport, Dienstverlening en Veiligheid)                         |